# Kojsko
Kojsko este o localitate din comuna Brda, Slovenia, cu o populație de 298 de locuitori.